# Trichoniscus stoevi
Trichoniscus stoevi là một loài chân đều trong họ Trichoniscidae. Loài này được Andreev miêu tả khoa học năm 2002.